# La Légende de la pierre
 (juillet 2017).
Si vous disposez d'ouvrages ou d'articles de référence ou si vous connaissez des sites web de qualité traitant du thème abordé ici, merci de compléter l'article en donnant les références utiles à sa vérifiabilité et en les liant à la section « Notes et références ».
La Légende de la pierre (titre original : The Story of the Stone) est un roman de fantasy écrit par Barry Hughart, publié en 1988. Il fait partie d'une série de livres prenant place dans une version de la Chine ancienne, dont le premier tome est La Magnificence des oiseaux. Il est suivi par Huit honorables magiciens. L'histoire commence le douzième jour du septième mois lunaire, dans l'année du Serpent.
L'abbé d'un humble monastère de la vallée des Chagrins demande à Maître Li et Bœuf Numéro Dix d'enquêter sur le meurtre d'un moine et le vol d'un manuscrit apparemment sans importance. Les soupçons finissent par porter sur l'infâme Prince qui Rit,
Lieou Cheng (en), mort depuis 750 ans. Afin de résoudre ce mystère, le duo d'enquêteurs devra voyager à travers la Chine, déjouer les plans d'un roi semi-barbare, et se promener dans (et en dehors de) l'Enfer.

## Résumé
Un présage funeste avait prévu la tentative d'assassinat d'homme déguisé en parieur sur Li Kao. Bœuf Numéro Dix se débarrasse du corps de l'assassin dans le canal. Plus tard, dans la maison de vins de Wong le Borgne, un bouge où les classes se mélangent sans distinction, Li Kao et Bœuf rencontrent Dame Hou, une poétesse dont les poèmes ont été “attribués” à Yang Wan-Li (en). Elle tente d'assassiner le bureaucrate, mais se fait assommer à temps par Wong. L'abbé effrayé d'un insignifiant monastère de la vallée des Chagrins s'approche et demande à Li Kao et Bœuf d'enquêter sur le meurtre d'un moine (frère Yeux Mi-clos) et le vol d'un étrange manuscrit de sa bibliothèque. Il mentionne également le fait que le Prince qui Rit, mort depuis 750 ans, est ressorti de sa tombe.
Plus tard, Li Kao et Bœuf marchent dans un quarter de Pékin connu sous le nom de Pont du Ciel, une zone au fort taux de criminalité. Maître Li détecte qu'un vol est en train de se commettre ; il décide de faire un détour par le parc du Cheval Ardent, plus spécifiquement par l'Œil de la Tranquillité, un petit lac circulaire réservé aux vieux pêcheurs qui tentent in extremis d'obtenir leur salut, suivant la tradition du bienheureux Tch'ang Tai-kong, un taoïste qui pêchait sans appât. Li Kao extorque une confession à propos de champignons à un personnage au physique batracien, Hs'iang. Celui-ci identifie la calligraphie du fragment de manuscrit comme étant de Sseu-ma Ts'ien, mais une contrefaçon évidente, exécutée récemment.
Trois jours plus tard, ils arrivent à la vallée des Chagrins. Li Kao raconte l'histoire du Prince Lieou Cheng (en), frère cadet de l'Empereur Wou Ti, qui fut envoyé régner en suzerain sur la vallée de la Tête de Dragon (renommée ensuite vallée des Chagrins). Il fit planter des centaines de calebasses aux paysans et en utilisa les graines comme combustible pour éclairer une mine de sel. Il utilisa la saumure ainsi extraite et une zone de schiste d'où s'échappait un gaz inodore, facilement inflammable, pour sécher le sel. Quand le gisement de sel s'épuisa, il se tourna vers l'extraction d'une veine de minerai de fer. Il mit au point une combinaison d'acides et autres agents chimiques pour produire une forme de fer moins cassante que les autres. La souffrance des paysans enchaînés manqua de le faire mourir de rire, et c'est ainsi qu'on le surnomma Le Prince qui Rit.
Les acides eurent un effet étrange sur l'eau de la vallée. Elle vira au jaune vif, et émettait une lueur violette la nuit. Tous les poissons, oiseaux et arbres de la vallée moururent. Les protestations se turent lorsque le prince montra les profits énormes rapportés par la forge.

Puis un jour, il perdit tout intérêt pour l'argent et se tourna vers la médecine. Il disséqua vivants un grand nombre de ses sujets (y compris ceux qui protestaient) et réunit autour de lui des personnes aux penchants comparables. Il les baptisa les Moines de la Liesse, et ils l'aidèrent à réunir de nouveaux sujets pour ses expériences. Le prince finit par tomber malade et mourut, jurant qu'il reviendrait de la tombe afin de terminer la destruction de la vallée.
L'autopsie de frère Yeux Mi-clos ne révèle rien de particulier, sinon un cadavre normal, mort de peur. Elle révèle également que le frère a festoyé pendant son récent voyage à Tch'ang-ngan. Li Kao et Bœuf visitent le Sentier des Princes, un chemin fleuri dont l'entretien est payé par la fortune du défunt Prince qui Rit. L'abbé les informe que Lieou Pao, le descendant du prince, souhaite les rencontrer. Les paysans leur demandent également de vérifier que le Prince qui Rit est toujours dans sa tombe.
La propriété est grande mais délabrée, avec un grand jardin et beaucoup d'oiseaux. Curieusement, les tablettes familiales traditionnelles ne sont pas présentes dans le hall. À leur place se trouve une plaque comportant un essai classique de Tch'en Tchi-jou (ja), appelé « Le Jardin de la maison », l'un des Quatre Piliers de la Civilisation. Le prince apparaît être un homme grand et maigre, aux cheveux hirsutes.
Ils discutent de l'affaire et Lieou Pao leur montre la tombe de ses ancêtres. Les tablettes familiales se trouvent dans la grotte où le Prince qui Rit a conduit ses expériences. Il s'y trouve également un grand tableau d'ardoise, où d'étranges expériences font mention d'une Pierre.
Un poème est gravé sur les tablettes :
« Dans l'ombre se languit la précieuse pierre.
Quand son excellence enchantera-t-elle le monde ?

Quand l'apparence passe pour l'être, l'être passe pour une apparence.
Quand on prend le néant pour l'objet, l'objet devient néant.

La pierre dissipe l'apparence et le néant
Et s'élève aux Portes du Grand Vide.»
Ils entrent dans le cœur de la tombe en frappant une carte de la vallée avec un marteau. La tombe est petite, il s'agit d'une pièce vide à l'exception de deux cercueils de pierre, l'un contenant le corps de son épouse principale, Fou Wan (en). Les momies se trouvent dans les cercueils, comme attendu.
Au village, on célèbre la Fête des Spectres Affamés, qui a lieu le quinzième jour du septième mois lunaire. Malgré les festivités, Maître Li est inquiet. Il exprime des doutes quant à l'explication qu'il a donnée au prince Lieou Pao. Il suppose également que le rire du Prince qui Rit a pu être causé par un empoisonnement au mercure, vraisemblablement dû à ses expériences sur l'Élixir de longue vie. Soudain, un son mystérieux est entendu par Bœuf Numéro Dix, que Li Kao n'entend pas.
Mâitre Li monte sur le dos de Bœuf Numéro Dix et lui dit de suivre le son. Il obéit, courant à l'aveuglette dans un épais brouillard, pour finalement se retrouver dans le domaine du Prince, en ayant traversé un gouffre très profond sans même s'en rendre compte.
Une alarme retentit dans le monastère. La bibliothèque et la chambre de frère Yeux Mi-clos ont été saccagées. Le cadavre d'un autre moine est découvert dans la bibliothèque, frère Chang, lui aussi mort de terreur. Une deuxième portion du Sentier des Princes a également été dévastée. Bœuf Numéro Dix esquisse des caractères de l'ancienne écriture du Grand Sceau dans les airs et raconte qu'ils étaient présents dans un étrange rêve qu'il a fait récemment.
Les paysans entonnent un chant de travail du Livre des Vers, indiquant au Prince qu'ils désirent voir les restes de son ancêtre détruits, à la manière pré-confucienne (ce qui est punissable dans le Huitième Enfer).
Une fois cet acte accompli et la momie réduite en pièces, le Prince montre ses peintures aux deux héros. Il a étudié avec Trois Sans-Rival, maître du style p'o-mo (魄莫). La plupart des peintures du Prince sortent des limites imposées par le Manuel du Jardin du grain de moutarde, ce qui est passible d'un million et demi d'années d'exil.
Maître Li devient méfiant à propos du fragment de manuscrit, découvre finalement qu'il est authentique et que les « erreurs » dans sa réalisation sont en réalité des indices, comme le nombre d'écailles d'un dragon (146, en réalité 153), le nombre de points d'acupuncture (253, en réalité environ 360), et ainsi de suite. Le message décodé révèle la localisation de la Pierre. Maître Li se rend également compte que les bandelettes de la momie dans la tombe de Lieou Cheng ne sont pas de la bonne couleur (jaune impérial au lieu du blanc de deuil), ce qui signifie que la momie n'était pas celle de Lieou Cheng.
Sur le chemin de la chambre froide, ils trouvent un portrait de Lieou Cheng. Il porte sur sa tenue les douze ornements de l'Empereur, auquel il en a ajouté un treizième, l'œil de paon, qui symbolise le Deuxième Seigneur du Ciel et le place au même niveau que l'Empereur de jade.
Bœuf Numéro Dix trouve l'entrée du tunnel secret et réussit à s'introduire dans la vraie tombe de Lieou Cheng. La première chambre contient les squelettes des travailleurs. Un mur de fer constitue le second obstacle, mais Bœuf Numéro Dix réussit à le percer. La chambre suivante est entièrement en marbre, et remplie d'or et de joyaux. D'autres chambres contiennent les squelettes du reste de la cour de Lieou Cheng, mais les Moines de la Liesse n'apparaissent nulle part. Les vrais cercueils et la sacristie sont derrière la salle du trône. La même inscription mystérieuse s'y trouve, mais pas la Pierre. Le cercueil du Prince qui Rit est vide. Maître Li déduit que la tombe possède une autre entrée, puisque l'air à l'intérieur est respirable.
Comme le fait de révéler l'existence du trésor causerait d'énormes problèmes, ils décident de le cacher à nouveau. Li Kao et Bœuf Numéro Dix partent pour Tch'ang-ngan. La visite de la capitale est une expérience époustouflante pour Bœuf. Une fois arrivés à l'Académie de la Forêt des Pinceaux (pour déposer des échantillons des plantes mortes pour analyse), Maître Li raconte l'histoire de Hong Wong, le jeune génie qui était trop intelligent pour son bien. Les néo-confucéens sont au pouvoir et l'innovation est prohibée. Ensuite, ils se rendent à la Porte du Panorama Splendide, quartier général des services secrets (en) and demande une audience avec la Capitaine des Prostituées. Ils jouent un jeu de badminton social, un jeu de citations. Li Kao gagne et lui demande de le guider à un maître des sons. Elle lui donne le nom de Fils de Lune, qui est actuellement à la cour de Chi Hou (en), roi de Tchao. Elle leur alloue la compagnie de Tourment de l'Aube, la seule personne capable de contrôler Fils de Lune. En échange, elle demande à Li Kao de déposer une pétition officielle auprès des Cieux, afin de trouver une nouvelle divinité Protectrice des Prostituées. Lotus Dorée était la meilleure, et ses successeuses en ont été de bien pauvres substituts. Elle demande à ce qu'il recommande aux Cieux feu l'impératrice Wou, ce qu'il n'apprécie pas. Bœuf est conquis par Tourment de l'Aube. Le groupe récupère des chevaux du service des Postes et part.
Pendant leur long périple, ils apprennent que Tourment de l'Aube n'a aucun souvenir de sa vie avant ses 18 ans. Elle a été trouvée couverte de sang par une vieille femme, qui plus tard l'a élevée. Maître Li entre à la cour en prétendant être le plus grand maître du luth Wen-Wou au monde. Le roi n'est pas dupe, mais est satisfait de la performance. Il collectionne les gens dotés de talents singuliers, desquels Fils de Lune est le joyau.
Le groupe entre dans la salle du trône et le roi courtise Tourment de l'Aube, car il désire qu'elle rejoigne son armée de gardes du corps féminin, les Demoiselles d'or. Bœuf et Tourment de l'Aube sortent afin d'être seuls.
Le matin suivant, Bœuf et Tourment de l'Aube sont interrompus dans leur ébats par Fils de Lune. Bœuf s'imagine que Fils de Lune tient son nom du Lapin de la Lune, un pervers notoire. Fils de Lune finit par partir, mais ils sont à nouveau interrompus, cette fois par Maître Li.
Ils s'enfuient grâce à une diversion de Fils de Lune. Ils lâchent cent crapauds gavés de lucioles chinoises dans les écuries, ce qui effraie les palfreniers et les soldats. Ils s'échappent par la sortie secrète du roi. Ils sèment leurs poursuivants en naviguant jusqu'à Loshan sur le Min, passées les Trois Gorges, au-delà des rapides des Cinq Calamités, au-delà du Grand Bouddha de Leshan.
Ils retournent ensuite à Tch'ang-ngan, longeant le village où Fils de Lune a grandi, ce qui donne lieu à des scènes étranges.
Les manières et connaissances de Tourment de l'Aube, à la fois celles d'une paysanne et d'une courtisane, sont remarquées par Maître Li. Les échantillons de plantes ne montrent rien, en-dehors d'une dégradation naturelle. Ils retournent au Parc du Serpentaire, où Maître Li obtient intelligemment des frottis des Pierres Confucéennes. Il les modifie ensuite pour les faire passer pour des contrefaçons (changeant l'ancienne forme du caractère 且 en sa nouvelle forme) et les échange au Pavillon des Bénédictions Célestes, une bibliothèque, contre les esquisses vendues par frère Yeux Mi-clos.
Plus tard, Maître Li demande à Bœuf de raconter l'histoire de Li Ling-chi, un empereur qui désirait manger des mandarines en hiver, et qui était un si grand expert dans la manipulation du k'i qu'il fut capable de déplacer les arbres à mandarines depuis leur le sud jusque dans le nord, afin qu'ils poussent près de chez lui. Maître Li lit ensuite une histoire d'un parchemin contenant le récit-cadre du Rêve dans le pavillon rouge, sur la légende de la déesse Niu-Koua, une pierre dotée d'une âme, et une fleur maléfique nommée Perle Pourpre. 

La pierre avait acquis une âme grâce à son contact avec la déesse, mais cette âme était mauvaise. Elle errait de par les cieux en causant beaucoup de dégâts, jusqu'à ce que l'Auguste de Jade la mette en contact avec Perle Pourpre. La pierre apporta de l'eau à la fleur, ce qui la libéra de sa malignité, et ainsi la fleur tomba amoureuse de la pierre. Elle fit le vœu d'un jour rendre la pareille à la pierre. Plus tard, la pierre revint sur Terre. Elle fut brièvement possédée par Lao Tseu, qui la rejeta au loin en hurlant “Maléfice !”, tout comme Tchouang-tseu.
Le texte caché de la contrefaçon de frère Yeux Mi-clos confirme cette histoire, citant une tablette de La Caverne de You, et donne une description de l'apparence de la pierre. On apprend également que Sseu-ma Ts'ien a tenté de détruire la pierre à l'aide d'une hache, la séparant en trois parties. Le texte demande aux érudits de détruire la pierre, car les soldats en sont incapables.
Maître Li s'interroge sur le son et la destruction du Sentier des Princes. Fils de Lune explique que le son est probablement lié au phénomène associé au son de l'âme de la pierre (Lithophone).
Bœuf entend parler de l'histoire de Loup et Fille du Feu par la bande de garçons du coin. L'intrigue traite d'une tentative de tuer le Prince qui Rit, et comporte un fragment de texte semblable à celui trouvé dans la sacristie.
Un indice du conte les mène à une grotte cachée, contenant les corps de deux jardiniers, disparus 33 ans plus tôt. L'exploration des passages entre les grottes est infructueuses, et ils ressortent au moment où le roi Chi Hou et ses Demoiselles d'or les rattrapent. Tourment de l'Aube est blessée dans la lutte, et le roi et ses Demoiselles d'or repartent tristement.
Tourment de l'Aube délire sous l'effet de la fièvre, disant des choses étranges qui laissent Maître Li perlplexe. Pour la guérir, il a besoin de pépins de pomme épineuse de Bombay (en). Ils s'arrêtent au Pavillon de la Licorne, un lieu abandonné, pour jeter un œil au portrait de Tou Wan, et plus spécialement à son épingle à cheveux, dont la pointe est faite de pierre.
Ils arrivent au Temple de Lieou Ling (en), le Temple de l'Illusion. Maître Li veut les emmener dans les en voyage dans les replis de son esprit afin de retrouver l'emplacement de la pomme épineuse, qu'il a oublié depuis 60 ans. Les trois personnages s'assoient dans une pièce du temple et boivent du vin d'Oreilles du Démon. Une plaque sur le mur comporte l'histoire du Rêve de papillon (en). Les champignons font effet et ils se retrouvent dans un jardin.
Maître Li discute avec un crâne dans une touffe de roseaux, qui écrit dans les airs, communiquant les pensées de Lieou Ling. Ils parlent des temps passés et Maître Li lui dit qu'il aimerait que Fils de Lune se contempledans un certain miroir. Le crâne fait part de ses appréhensions, car seulement trois personnes (l'Empereur T'ang, Tchou le Rouge et K'i le Fou) sont revenues de ce voyage.
Le trio entre dans l'Enfer et contournent avec succès la première porte des niveaux de Feng-tun en imitant un inspecteur avec son séquestre, fait rendu possible car néo-confucéens ont pris le contrôle de l'endroit. Le regard de Bœuf Numéro Dix dans le miroir révèle que c'est sa première incarnation humaine. Fils de Lune, cependant, est dernier à tenter de réformer une âme complètement maléfique. Finalement, ils réussissent à sortir de l'Enfer, et se retrouvent au jardin avec le souvenir de l'emplacement de la pomme.
Tourment de l'Aube est guérie, et Maître Li lui fait part de ses découvertes : elle a été la femme de chambre de Tou Wan dans une précédente incarnation, à qui elle déroba l'épingle à cheveux sur laquelle est enchâssée la Pierre du Mal.

## Personnages principaux
- Li Kao, un sage avec un léger défaut de personnalité ;
- Bœuf Numéro Dix, un jeune et fort paysan ;
- Tourment de l'Aube, une jeune fille au mystérieux passé, curieusement connectée à Fils de Lune ;
- Fils de Lune, un épouvantable pervers ;
- Lieou Cheng, ancien ami de Li Kao